# Safed
Safed (tiếng Hebrew: צפת, tiếng Ả Rập: صفد) là một thành phố Israel. Thành phố thuộc quận Bắc. Thành phố có diện tích 29,248 km2, dân số năm 2009 là 29.500 người.